# Inese Lībiņa-Egnere
Inese Lībiņa-Egnere (ur. 25 września 1977 w Rydze) – łotewska polityk, prawniczka i nauczycielka akademicka, posłanka na Sejm, w latach 2012–2022 jego wiceprzewodnicząca, od 2022 minister sprawiedliwości.

## Życiorys
W 2001 ukończyła studia prawnicze na Uniwersytecie Łotwy, w następnym roku uzyskała magisterium z prawa na Uniwersytecie Albrechta i Ludwika we Fryburgu. W 2007 doktoryzowała się w tej dziedzinie na Uniwersytecie Łotwy. Pracowała jako asystentka sędziego Sądu Konstytucyjnego (1999–2001), praktykowała jako radca prawny w kancelarii „Liepa, Skopiņa / Borenius” (2002–2007). W 2004 została adiunktem w katedrze prawa cywilnego na wydziale prawa Uniwersytetu Łotwy.
W latach 2007–2011 była doradcą prawnym prezydenta Valdisa Zatlersa. W wyborach w 2011 uzyskała mandat posłanki XI kadencji z ramienia Partii Reform Zatlersa. W 2012 została wybrana na członkinię łotewskiej delegacji do Zgromadzenia Parlamentarnego Rady Europy. Dołączyła do partii Jedność. Z powodzeniem ubiegała się o poselską reelekcję w wyborach w 2014, 2018 i 2022.
W 2012 została wiceprzewodniczącą Sejmu, ponownie powoływana na to stanowisko w parlamencie XII i XIII kadencji. W grudniu 2022 w nowo powołanym drugim rządzie Artursa Krišjānisa Kariņša objęła urząd ministra sprawiedliwości. Pozostała na tej funkcji również w utworzonym we wrześniu 2023 gabinecie Eviki Siliņi.